# Thepha
Thepha (em tailandês: อำเภอเทพา) é um distrito da província de Songkhla, no sul da Tailândia. É um dos 16 distritos que compõem a província. Sua população, de acordo com dados de 2012, era de 69 901 habitantes, e sua área territorial é de 978 km².